# Acosmeryx castanea
Espèce
Acosmeryx castanea est une espèce de papillons de la famille des Sphingidae, sous-famille des Macroglossinae, de la tribu des Macroglossini et du genre Acosmeryx. 

## Description
L'envergure varie de 75 à 91 mm. L'espèce est très proche d'Acosmeryx omissa mais Les ailes sont moins allongées, non dentées, ou tout au plus avec des dents vestigiales. Le torax gris-brun, ombré de gris-clair;les  marques sombres du thorax et de l'abdomen sont indistinctes. La face ventrale du thorax est brun clair, celle de l'abdomen est de couleur rouille.  

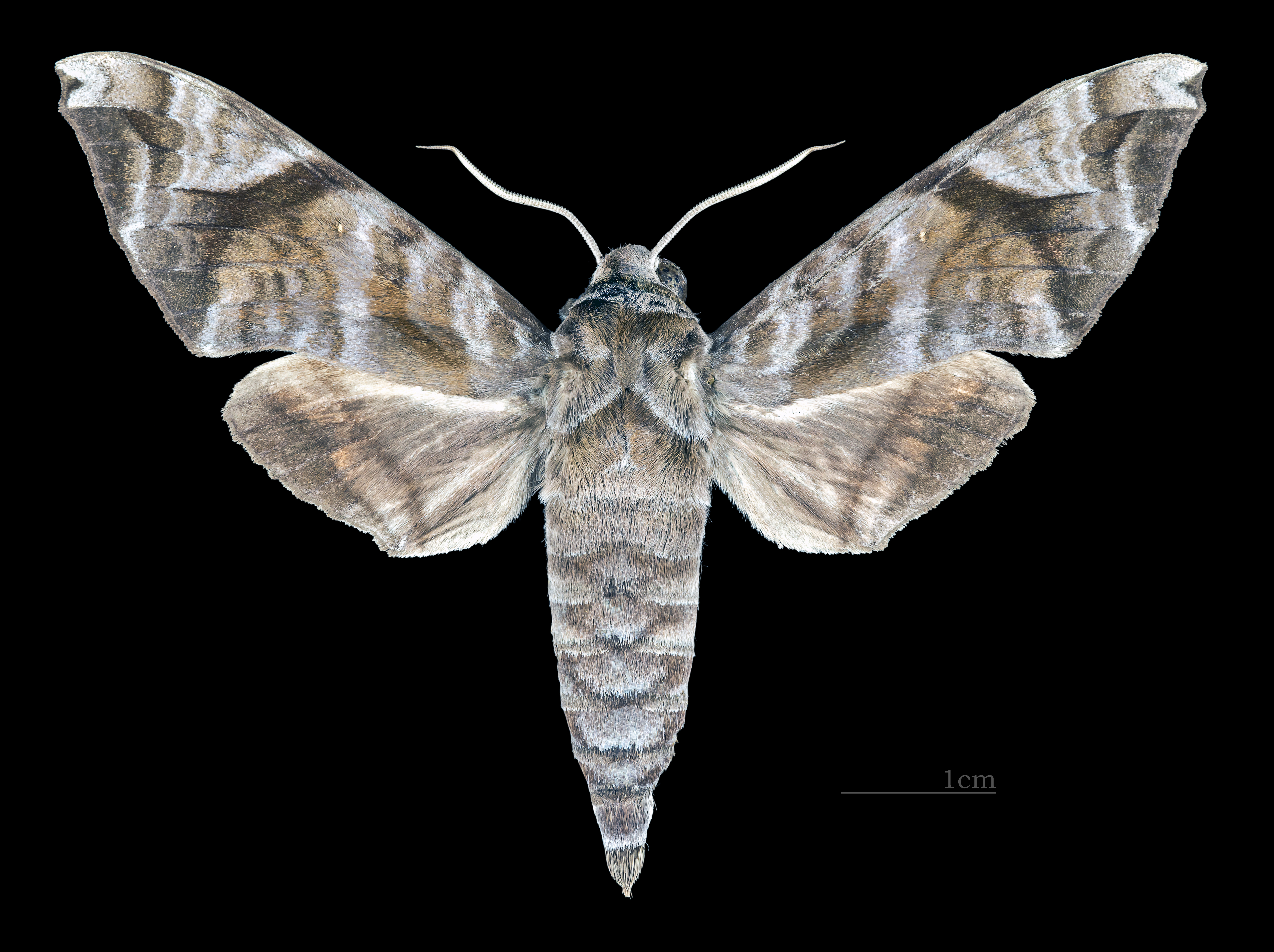
Face dorsale du mâle (coll.MHNT)
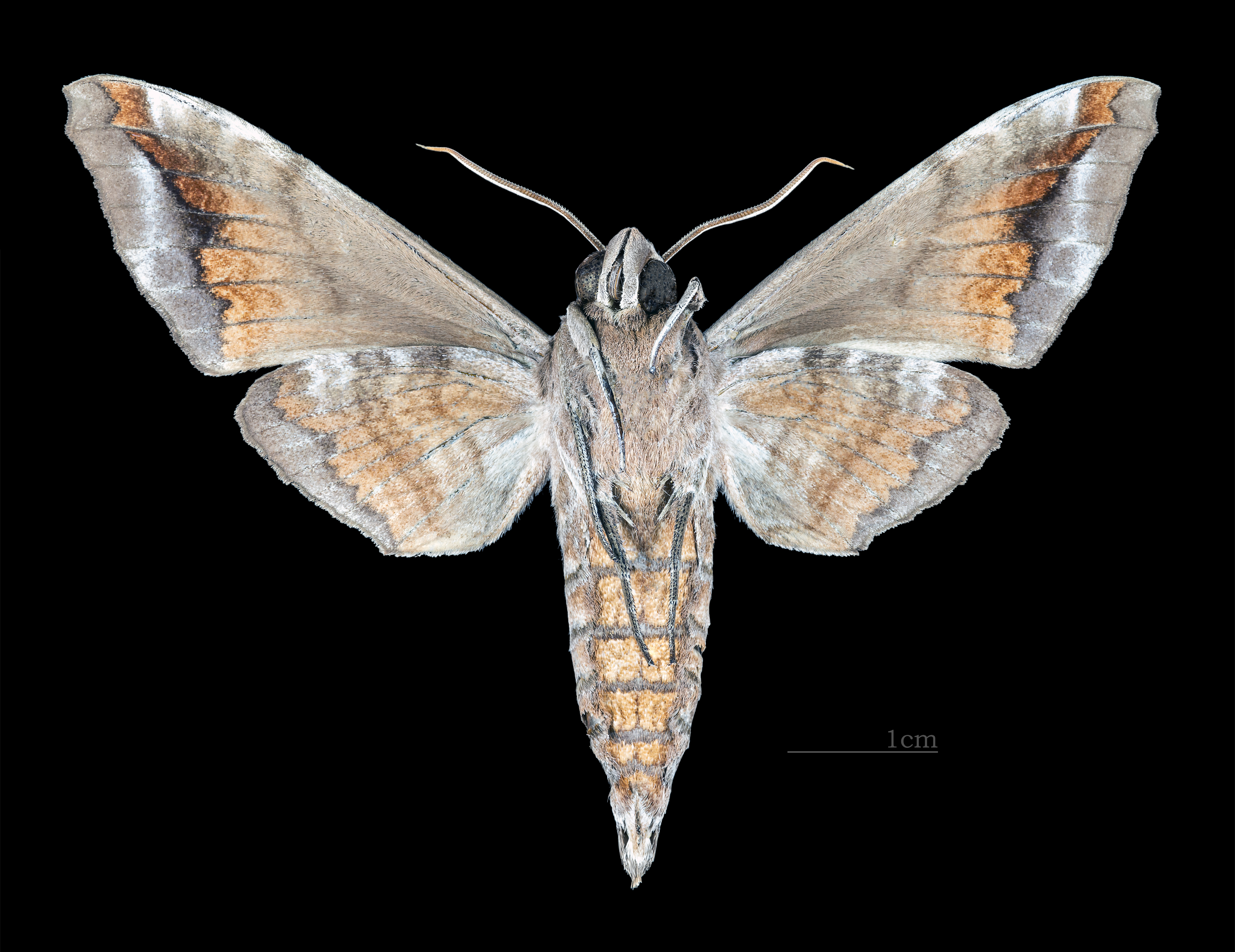
Face ventrale du mâle (coll.MHNT)

## Répartition et habitat
Répartition
L’espèce est connue dans l'Est et dans le Sud de la Chine, à Taiwan, en Corée du Sud et au Japon.

## Biologie
À Hong Kong, les adultes volent de mars à fin septembre. En Corée et au Japon, les adultes volent de la fin juin à la mi-août. Il y a plusieurs générations par année.
Les chenilles se nourrissent d'Ampelopsis glandulosa et de Cayratia japonica.

## Systématique
- L'espèce Acosmeryx castanea  a été décrite par les entomologistes Lionel Walter Rothschild et Karl Jordan en 1903[1].
- La localité type est : Yokohama au Japon.

### Synonymie
- Acosmeryx castanea conspicua Mell, 1922
- Acosmeryx castanea kuangtungensis Mell, 1922
- Acosmeryx castanea distincta Clark, 1928